# Synth1
Synth1は、Windows・Macintosh用に開発されたソフトウェアシンセサイザー。クラビアのNORD LEAD2を参考に作られた。KVR Audioでは最もダウンロードされたVSTプラグインとなっている。
リリース当初はDXi用プラグインだったが、後述の通りバージョン 1.08 以降は VSTi のみとなった。バージョン 1.13 で64 ビットネイティブで動作するようになった。

## 歴史
Synth1は2002年10月9日にDXiプラグインとして最初のリリースがされた。その6日後の2002年10月15日にはVSTiプラグインフォーマットをサポートするように更新された。
バージョン1.02は2002年10月27日にリリースされた。このバージョンではソフトウェアをVSTに変換することで発生したメモリリークや、LFO波形セレクターが動作しないなどの重大なバグに対処した。その後のバージョンでは主に互換性の問題に対処した後、1.05aは、FMパラメータを変調する機能の追加や、 VCOの微調整、LFO同期機能を追加するとともに、ADSRの品質問題を修正したメジャーアップデートを行った。
バージョン1.06では、ユニゾンモード、ポルタメント、および新しい電圧制御フィルターが追加された。これによりベースとなったNord Lead 2から大きく異なる最初のバージョンとなった。
2006年5月3日にリリースされたバージョン1.07では、新しいパラメータとエフェクト (主にコーラス/フランジャー)が追加され、GUIの刷新が行われた。なお、1.07はDXiをサポートする最後のバージョンとなり、2010年4月23日にリリースされたバージョン 1.08ではDXiバージョンは廃止され、インストーラーが削除された。その1週間後の2010年5月1日にはバージョン1.09 に更新され、ここではフェーズコントロール機能の追加、ポリモードとユニゾンモードのボイス数が拡張された。
2010年5月4 日はWindows用のSynth1の最後の更新となる、バグ修正のためのバージョン1.10がリリース。さらにサブオシレーターを追加したバージョン1.11が5月9日にリリースされ、現在のバージョンである1.12は5月23 日にリリースされた。バージョン1.12 では.zipファイルからサウンドバンクを読み取る機能が追加された。
2023年7月現在最後のアップデートであるバージョン1.13ベータ版は2014年6月から7月にかけてリリースされた。このバージョンで64bit版のDAW上で利用できるようになった。

## シンセサイザー
Synth1は、デジタルシンセサイザーであるClavia Nord Lead 2をベースにしたソフトウェアシンセサイザーである。Synth1 は、一般的なシンセサイザーの合成方法である減算合成とFM合成を組み合わせたもので、最初のオシレーターには周波数変調用のパラメーターがある。構造的にはモジュラーアナログシンセサイザーのように動作する。ホストミュージックシーケンサーからのMIDIはアルペジエーターに入り、その後、オシレーター、フィルター、アンプで構成されるすべてのアクティブなボイスにMIDI情報が送信される。
また、LFOは上記の一連のデータの流れから別枠に設計され、オシレーター、フィルター、アンプの特定のパラメーターをモジュレーションできる。ボイスはLFO変調が追加された後、ミキサーに送信される。ミキサーからのサウンド情報はイコライザー、ディレイ、コーラスモジュールを介して送信され、その後サウンドデータが出力され、ホストプログラムに関連付けられたサウンドカードによって可聴音に変換される。

## 仕様
- 3オシレーター。1 つはFM変調、1 つはリング変調と同期、および 1 つのサブオシレーター。Osc1はデチューンされたSuper Sawとして動作可能
- ディストーションを含んだフィルターセクション 1 つ。4 つのフィルター タイプ: 2 つのハイパスフィルター、1 つのローパスフィルター、およびバンドパス フィルター
- ホストのテンポに同期できる、 2 つの割り当てが可能なLFO
- ホストのテンポに同期できるアルペジエーター
- テンポディレイ、ディストーション、フェイザー、コーラス/フランジャーなどの内蔵エフェクト
- ポリフォニー、モノフォニー、レガートボイス
- ユニゾンモードとポルタメントモード切り替え
- 32音ポリ
- オートメーション機能
- 低CPU使用率

## 外部サイト
- Software Synthesizer Synth1（作者による公式サイト）